# Albatros Dr.I
Albatros Dr.I – niemiecki trójpłatowy samolot myśliwski z okresu I wojny światowej, zaprojektowany i zbudowany w niemieckiej wytwórni Albatros-Werke GmbH w Berlinie. Maszyna, będąca trzyskrzydłową wersją modelu Albatros D.Va, nie miała lepszych osiągów od dwupłata, w związku z czym nie weszła do produkcji seryjnej.

## Historia
Sukcesy odnoszone przez pierwsze zbudowane w koncepcji trójpłata myśliwce Sopwith Triplane spowodowały, że Idflieg wydał polecenie skonstruowania podobnej maszyny dla niemieckiego lotnictwa. Co najmniej 15 niemieckich i austro-węgierskich firm lotniczych rozpoczęło projektowanie trójpłatów, często przekonstruowując istniejące dwupłatowce. W 1917 roku w zakładach Albatros-Werke GmbH zbudowano prototyp samolotu myśliwskiego o oznaczeniu fabrycznym L.36, adaptując kadłub z modelu D.Va i wyposażając go w trzy pary wąskich skrzydeł. Płaty o jednakowej cięciwie połączone były parą rozpórek, z lotkami na każdym skrzydle. Płaty górny i dolny były niedzielone i mocowane do kadłuba za pomocą wsporników, zaś płat środkowy, przez który przebiegał napęd lotek, mocowany był bezpośrednio do kadłuba. Do napędu maszyny zastosowano silnik rzędowy Mercedes D.III, z dwiema umieszczonymi w górnym płacie zmodyfikowanymi chłodnicami Teves und Braun. Oblatany latem 1917 roku myśliwiec nie miał lepszych osiągów od jego dwupłatowego protoplasty i pozostał na etapie prototypu, nie kończąc przeprowadzonych we wrześniu 1917 roku prób z powodu przegrzewania się silnika.

## Opis konstrukcji i dane techniczne
Albatros Dr.I był jednosilnikowym, jednoosobowym trójpłatem myśliwskim. Długość samolotu wynosiła 7,33 metra, a rozpiętość skrzydeł 8,7 metra. Wysokość samolotu wynosiła 2,42 metra. Napęd stanowił chłodzony cieczą 6-cylindrowy silnik rzędowy Mercedes D.III o mocy 118 kW (160 KM) przy 1400 obr./min.
Prototyp uzbrojony był w dwa stałe zsynchronizowane karabiny maszynowe LMG 08/15 kalibru 7,92 mm.